# Маріо Фернандес Сільва
Маріо Фернандес Сільва (Mario Fernandes Silva) (10 березня 1949) — костариканський дипломат. Надзвичайний і Повноважний Посол Коста-Рики. Був професором міжнародного публічного права Університету Коста-Рика.

## Життєпис
Юридичну освіту здобув у Лондоні. Працював послом в Бельгії та ЄС, потім послом в Японії. Старша дочка юрист в Коста-Риці, брала участь у суді над керівниками режиму червоних кхмерів у Камбоджі. Друга дочка живе на Гаваях. Старший син — у Бельгії, а молодший вчився в університеті Коста-Рики.
У 2011 році призначений Надзвичайним і Повноважним Послом Коста-Рики в РФ. 7 грудня 2011 року вручив вірчі грамоти Президенту РФ.